# Тодхантер, Билл
Билл Тодха́нтер (англ. Bill Todhunter; род. 10 октября 1959, Кранбрук, Британская Колумбия) — американский кёрлингист и тренер по кёрлингу.
Двукратный чемпион США среди мужчин (2004, 2007).
Играет в основном на позициях первого и третьего.
Начал заниматься кёрлингом в 1974 в возрасте 19 лет.

## Достижения
- Чемпионат мира по кёрлингу среди мужчин: бронза (2007)
- Чемпионат США по кёрлингу среди мужчин: золото (2004, 2007).
- Континентальный Кубок по кёрлингу (в составе команды Северной Америки): золото (2004, 2007).

## Команды
| Сезон   | Четвёртый      | Третий         | Второй       | Первый         | Запасной Тренер                     | Турниры                             |
| ------- | -------------- | -------------- | ------------ | -------------- | ----------------------------------- | ----------------------------------- |
| 2001—02 | Даг Поттинджер | Troy Schroeder | Грег Джонсон | Билл Тодхантер | Nate Gebert                         | АООК 2001 (5 место)                 |
| 2003—04 | Джейсон Ларуэй | Даг Поттинджер | Джоэл Ларуэй | Билл Тодхантер | Даг Кауфман тренер: Don Pottinger   | ЧСША 2004 · ЧМ 2004 (9 место)       |
| 2004—05 | Джейсон Ларуэй | Даг Поттинджер | Джоэл Ларуэй | Билл Тодхантер |                                     | ККК 2004 · ЧСША/АООК 2005 (7 место) |
| 2005—06 | Troy Schroeder | Билл Тодхантер | Грег Джонсон | Sean Silver    |                                     |                                     |
| 2006—07 | Тодд Бирр      | Билл Тодхантер | Грег Джонсон | Кевин Бирр     | Зак Джейкобсон тренер: Пол Пустовар | ЧСША 2007 · ЧМ 2007                 |
| 2007—08 | Тодд Бирр      | Билл Тодхантер | Грег Джонсон | Кевин Бирр     | Пол Пустовар (ЧСША)                 | ККК 2007 · ЧСША 2008 (8 место)      |
| 2008—09 | Джейсон Ларуэй | Колин Хафман   | Джоэл Ларуэй | Билл Тодхантер | Грег Джонсон                        |                                     |
| 2011—12 | Билл Тодхантер | Ryan Meyer     | Nik Geller   | Craig LaBrec   |                                     |                                     |

(скипы выделены полужирным шрифтом)

## Результаты как тренера национальных сборных
| Год  | Турнир                                       | Сборная       | Место |
| ---- | -------------------------------------------- | ------------- | ----- |
| 2010 | Чемпионат мира по кёрлингу среди женщин 2010 | США (женщины) | 5     |
| 2013 | Чемпионат мира по кёрлингу среди женщин 2013 | США (женщины) | 4     |
| 2014 | Зимние Олимпийские игры 2014                 | США (женщины) | 10    |